# 世界と世界の真ん中で
『世界と世界の真ん中で』（せかいとせかいのまんなかで）は、2014年1月31日にLump of Sugarから発売されたアダルトゲーム。
2022年2月11日にSteamで中国語版が発売。

## 制作
『花色ヘプタグラム』の原画家・萌木原ふみたけと、シナリオライター・セロリが手掛けたアダルトゲーム。田舎の学院と寮を舞台に、星を巡る不思議な物語が展開する。
作品の企画は『花色ヘプタグラム』の開発終了直後から動き出し、『Magical Charming!』とは別ラインで進められていた。『花色ヘプタグラム』をプレイしたユーザーから「もっと盛り上がりが欲しい」といった声があったため、優しく穏やかな世界観や「萌え」の部分を残しつつ、キャラクターの内面や設定を掘り下げるなどストーリー面の強化を図っている。キャラクターデザインでも、初期段階にセロリが出した各キャラの物語性に従って、萌木原がデザインを作っている。
作品タイトルは元々『扉の向こうのスフィア』だったが、短縮しづらいという理由で別の案を考えている最中に、セロリとてつじんが気分転換に行った本屋で目にした本のタイトルから、てつじんのアイデアで『世界と世界の真ん中で』とした。

## ストーリー
（出典：）
近江連理は鍵ノ森学舎の学院生。学院寮「エルデシュ」で過ごす春休み、新年度から学院へ入学する妹の小々路を迎えるために、寮生たちとエルデシュの大掃除を始めた連理は、屋根裏部屋で手帳と鍵を見つける。やがて小々路を加えてにぎやかな新学期が始まったが、連理の平穏な日常は少しずつ変化していく。

## キャラクター
（出典：）

### 主人公
近江 連理（おうみ れんり）
本作品の主人公。鍵ノ森学舎2年。真面目で細かい所によく気が付き、面倒見がいいが時に口うるさい。家事全般が得意で、住処の学院寮「エルデシュ」では食事作りなどを担い、寮生からは「エルデシュのお母さん」と呼ばれている。シスコンの気があり、エルデシュに入寮した病弱な妹の小々路を、過保護なほど気にかけている。

### ヒロイン
近江 小々路（おうみ こころ）
声：桜あいね
学院1年。連理の妹。病弱で長く入院生活をしていたが、新年度から学院へ入学し、エルデシュへ入寮した。病弱な体質だが性格は明るく活発で、寮のマスコットとしてみんなに可愛がられている。兄の連理が大好きで一緒に暮らせることを喜んでおり、連理に教わりながら料理を学んでいる。
月館 美紀（つきだて みのり）
声：春乃いろは
学院2年。エルデシュの寮生。本来は明るく自由奔放だが、学院内では猫を被りおしとやかな優等生として過ごしている。「友達作りの名人」を自称し、誰とでもすぐ仲良くなる。
白取 愛良（しらとり あいら）
声：愛風春榴
学院2年。エルデシュの寮生。いつもクールであまり表情が変わらず、人とのコミュニケーションが苦手で口数が少ない。学院でもエルデシュの仲間以外とはあまり話さず、特に連理に一番気を許している。
朱音 遥（あかね はるか）
声：卯衣
学院3年。エルデシュの寮生。ほんわかのんびりした優しい雰囲気の先輩。数学の天才で、特別待遇で自分の研究室を持っているほどだが、考え事に熱中すると他のことが何も目に入らなくなり、奇行も目立つ。なぜか獣耳と尻尾が付いている。夜にはよく寮の屋根裏部屋で、望遠鏡で星空を眺めている。
美都場 菜緒（みつば なお）
声：SAKURA
学院2年。連理とは1年時に引き続いてのクラスメイト。委員長気質で礼儀正しく古風なしゃべり方をする。エルデシュとは別の寮「湖水」に住んでいる。

### サブキャラクター
弐相 中（にしょう あたる）
声：池田優希
学院2年。エルデシュの寮生。飄々とマイペースな性格。連理の親友で何かと気にかけている。女子に人気があるが特定の彼女はいない。

## 世界観・用語
（出典：）
鍵ノ森学舎（かぎのもりがくしゃ）
古い天文台をモデルにした石造りの学院で、理数系科目で有名。地方の学園都市・天儀町（あまぎちょう）のシンボルで、町の各所に学院寮が点在している。
エルデシュ
連理たちが住む学院寮。牧場のそばに建つペンション風の一軒家で、寮生は連理・美紀・愛良・遥・中に、物語冒頭で入寮した小々路を合わせて6名。食事作りや施設管理は寮長的な立場の連理が担っている。なお学院寮は全部で88あり、町の中心の商店街を境に北半分が「北天寮」、南半分が「南天寮」と呼ばれている。エルデシュは「北天寮」の第18荘だが、その通称の由来は誰も知らない。

## スタッフ
（出典：）
- プロデューサー：かわうそP
- ディレクター：セロリ
- キャラクターデザイン：萌木原ふみたけ
- シナリオ：セロリ、てつじん、市川環
- 音楽：大川茂伸

## 主題歌
（出典：）
オープニングテーマ「星のようになりたい」
作詞：中山♥マミ / 作編曲：椎名俊介 / 歌：Kicco
エンディングテーマ「Recollections」
作詞・作曲：kala / 編曲：井ノ原智 / 歌：Kicco
- 初回限定版特典のマキシヴォーカルCDに、主題歌と挿入歌、計3曲のフルバージョンを収録[9]。

## 批評
『BugBug』2014年4月号に本作のレビューが掲載された。普通の学園モノと思えた世界観が序盤で普通ではないことが明かされる展開に対しては珍しいパターンであると指摘された。学園の地下にある天球儀などの物語の根幹の謎以外にもそれぞれの登場人物に様々な謎があることが注目のポイントだと指摘され、寮と学園で違う性格を演じる美紀、愛良の音が鳴らないように細工されたオルゴール、遥だけに存在する獣耳と尻尾などが例として挙げられた。レビューでは「こうしたいくつかの小さな謎が、物語に刺激を与え先に読み進めたくさせる要素になっている」と述べられた。ただし、こうした謎がプレイヤーの興味を引きつつも、主人公は積極的に謎を解明するタイプではなく日常を大切にするタイプとして描かれているとも指摘された。天球儀や主人公に関する謎はヒロインルートによって明かされる範囲が異なっている。レビューでは全てのルートをクリアすると完全に世界観が理解できる構成となっており面白いとの感想が綴られた。総評として、本作はLump of Sugarらしく優しく嫌味のない世界観と可愛いヒロイン達との楽しい時間が強調された作品であると述べられた。